# Полевое (Калмыкия)
Полевое (нем. Reinfeld - чистое поле) — исчезнувшее  село в Яшалтинском районе Калмыкии. Располагалось на территории Ульяновского сельского муниципального образования. Располагалось левом берегу реки Хагин-Сала, в 4,5 км к юго-западу от села Ульяновское.

## История
Основано в 1920-х годах немецкими переселенцами из села Нем-Хагинка. По состоянию на 1936 год проживало 137 жителей. Административно хутор входил в состав Западного, с 1938 года Яшалтинского района Калмыцкой АССР
В 1941 году немецкое население села было депортировано в Казахскую ССР. По состоянию на 20 октября 1941 года в селе Рейнфельд было учтено 308 немцев. В августе 1949 года село Рейнфельд Хагинского сельсовета переименовано в село Полевое
В январе 1957 года возвращено в состав вновь образованной Калмыцкой АО. Дата упразднения не установлена.

## Население
Динамика численности населения
| 1936 | 1941 |
| ---- | ---- |
| 137  | ≥308 |